# Rokay Zoltán
Rokay Zoltán (Szabadka, 1947. július 20. – Szabadka, 2024. április 6.) pap, káplán, plébános, esperes, teológiatanár, szakíró, lexikográfus, egyetemi tanár, dékán.

## Életpályája
Szülei Rokay Károly és Nick Janka voltak. Középiskolai tanulmányait a Paulinumban járta ki; itt érettségizett 1966-ban. A zágrábi teológiai fakultáson teológiai tanulmányokat folytatott. Ezután másfél év katonai szolgálatot teljesített. 1968–1976 között az innsbrucki Leopold-Franzens Egyetemen teológiát, filozófiát és klasszika-filológiát tanult. 1973-ban római katolikus pappá szentelte Zvenaković Mátyás püspök. 1973–1982 között Szabadkán káplán-tanár volt. 1982–1990 között Óbecsén plébános volt. 1990–1994 között a kieli Christian Albrechts Egyetem hallgatója volt. 1990–1997 között esperes volt. 1997–2018 között a Pázmány Péter Katolikus Egyetem Hittudományi Karán bölcseleti tanszékvezető egyetemi tanára, 2002–2006 között dékánja volt. 2000-ben habilitált; a nyilvános rendes egyetemi tanári kinevezést is megkapta. 2018-ban nyugdíjba vonult.

## Művei
- Die Nachtgesichte des Propheten Sacharias (1989; disszertáció)
- Die Wissenschaftslehre Nova Metodo Johann Gottlieb Fichtes (1996; disszertáció)
- Sallustius margójára. 400 é. az első magyar Sallustius-fordítás 1596-1996 (Óbecse, 1997)
- Filozófiai antropológia a katolikus teológia szempontjából (Budapest, 2000)
- Európa és Magyarorszűg Szent István korában (Szerkesztette: Kristó Gyula-Makk Ferenc; Szeged, 2000)
- Die Quellen der frühen Religionsphilosophie Johann Gottlieb Fichtes (Budapest, 2001)
- Mivégett vagyunk? Emlékkönyv Bolberitz Pál hatvanadik születésnapja tiszteletére (Budapest, 2001)
- Egység a különbözőségben. A 60 éves Bolberitz Pál köszöntése (szerkesztette; Budapest, 2002)
- Az atyák dicsérete. A 60 éves Vanyó László köszöntése (Szerkesztette: Kránitz Mihály; Budapest, 2002)
- Emberismeret és etika (szerkesztette: Beran Ferenc; Budapest, 2002; 3 lecke)
- Filozófiatörténet I-II. (Budapest, 2002-2006)
- A szentt atyák nyomdokait követve. In memoriam Vanyó László (szerkesztette: Baán István; Budapest, 2003)
- A Szent Titok vonzásában. A hetvenéves Fila Béla köszöntése (szerkesztette: Puskás Attila; Budapest, 2003)
- Az Ige szolgálatában. A 60 éves Tarjányi Béla köszöntése (szerkesztette: Rózsa Huba; Budapest, 2003)
- „Akik az Igazságra oktattak sokakat…” A 65 éves Rózsa Huba köszöntése (szerkesztette: Fodor György-Tarjányi Béla; Budapest, 2005)
- Etika (Budapest, 2006)
- Antik etika (Zágráb, 2006)
- Egy "elfelejtett" történelem festő avagy A pásztorlánykától az oltárképig; s.n., s.l., 2008
- Szent Pál nyomában; Ecclesia, Budapest, 2008
- Monoteizmus a nyugat-európai gondolkodásban; Ecclesia, Budapest, 2009 (Monoteizmus)
- Etika. Tudományelmélet; Jel, Budapest, 2009
- Imádkozzunk Szűz Máriával májusban. Bibliai elmélkedések a lorettói litániáról; Agapé, Szeged, 2009
- Fehér Tivadar: Az antik görög világ istenképe / Rokay Zoltán: A monoteizmus Friedrich Wilhelm Joseph Schelling művében; Szulik Alapítvány, Szabadka, 2010
- Filozófiai antropológia a katolikus teológia szempontjából; Szt. István Társulat, Budapest, 2010 (A Pázmány Péter Katolikus Egyetem Hittudományi Karának kiadványai)
- Adventi útmutató. Gondolatok a szentmise olvasmányairól advent napjaira; Agapé, Szeged, 2011 (Ünnepeink)
- Studia Flaciana; Szulik Alapítvány, Óbecse, 2013
- Johann Gottlieb Fichte (1762–1814) élete és műve; Szulik Alapítvány, Óbecse, 2013
- Pázmány-tanulmányok; Szulik Alapítvány, Óbecse, 2013
- Vegyes írások, 2017; Szulik Alapítvány, Óbecse, 2016
- Gottfried Wilhelm Leibniz (1646–1716) élete és műve; Szulik Alapítvány, Óbecse, 2017
- Rokay Zoltán tanulmányai a reformáció tárgyöréből, 1517–2017; Szulik Alapítvány, Óbecse, 2017
- A görög Ószövetség, "LXX" – Septuaginta magyar fordítása. 1. Bevezetés; Szulik Alapítvány, Óbecse, 2018
- Mária Terézia jámborsága; Szulik Alapítvány, Óbecse, 2019

### Fordításai
- Paschasius Radbertus-Ratramnus: Az Úr testéről és véréről (fordította, bevezető; Budapest, 2001)
- Johann Gottlieb Fichte: Minden kinyilatkoztatás kritikájának kísérlete (fordította: Gáspár Csaba Lászlóval, záró tanulmány; Budapest, 2003)
- Rotterdami Erasmus: A szabad döntésről (fordította, bevezető; Budapest, 2004.; 2. kiadás: Budapest; 2005)
- Diogenész Laertiosz: A filozófiában jeleskedők élete és nézetei (1-2. kötet; fordította, bevezető; Budapest, 2005-2006)
- Rotterdami Erasmus: A szabad döntésről; 2. jav. kiad.; Jel, Budapest, 2005
- Descartes levelei Pfalzi Erzsébet hercegnőhöz, 1643–1649; ford. Rokay Zoltán; Ecclesia, Budapest, 2008
- Boldog Lanfrancus canterbury érsek könyve Az Úr testéről és véréről Tours-i Berengár ellen / Tours-i Berengár három válasza Lanfrancusnak; ford. Rokay Zoltán; Lux Color Print–Szulik Alapítvány, Óbecse, 2009 (Textus receptus)
- Iszokratész attikai rétor művei, 1-2.; görög eredetiből ford. Rokay Zoltán; Szulik Alapítvány, Óbecse, 2011–2015 (Textus receptus)
- Pomponius Mela: Három könyv a Föld elhelyezkedéséről; ford. Rokay Zoltán; Szulik Alapítvány, Óbecse, 2011 (Tempus receptus)
- Schelling: Clara avagy Beszélgetés a természet és a szellemi világ összefüggéseiről; ford. Rokay Zoltán; Lux Color Printing, Óbecse, 2012
- Søren Kierkegaard: Utóirat; ford. Rokay Zoltán; Lux Color Print–Szulik Alapítvány, Óbecse, 2016

## Díjai
- Stephanus-díj (2018)[4]
- Fraknói Vilmos-díj (2019)[5]